# Helixanthera spicata
Helixanthera spicata är en tvåhjärtbladig växtart som beskrevs av Danser. Helixanthera spicata ingår i släktet Helixanthera och familjen Loranthaceae. Inga underarter finns listade i Catalogue of Life.